# Les Astronautes (série télévisée)
Pour les articles homonymes, voir Les Astronautes et Les Astronautes (roman).
Les Astronautes (The Astronauts) est une série télévisée américaine en 10 épisodes de 22 minutes, créée par Daniel Knauf et diffusée à partir du 13 novembre 2020 sur Nickelodeon.
En France, la série a été diffusée en avant-première le 5 juin 2021 sur Nickelodeon et sur MTV et sur Nickelodeon Teen,. La diffusion de la série se poursuit à partir du 4 septembre 2021.

## Synopsis
Un groupe de préadolescents se retrouve, par accident, piégé dans un vaisseau spatial, l'Odyssey II, qui file à travers l'espace en direction d'un objet interstellaire baptisé du nom du dieu hawaïen Kā-moho-aliʻi. Ils vont tout faire pour essayer de revenir sur Terre sains et saufs et réparer les erreurs de l'intelligence artificielle de l'ordinateur de bord Matilda.

## Distribution

### Principaux
- Miya Cech :  Samantha « Samy » Sawyer-Wei
- Bryce Gheisar (VF : Tom Trouffier) : Elliott Combs
- Keith L. Williams : Martin Taylor
- Kayden Grace Swan : Doria Taylor
- Ben Daon : Will Rivers
- Ryan Robbins : Griffin Combes
- Erica Cerra : Connie Rivers
- Paige Howard : Matilda (voix)

### Récurrents
- Nathalie Boltt : Lind Bellows
- Garfield Wilson : Niles Taylor
- Diana Bang : Molly Wei
- Albert Nicholas (VF : Aurélien Raynal) : Charlie Collins
- Ben Cotton : Singer Combes
- Jonathan Frakes : Rex Dowd

## Production

### Développement
Le 18 juin 2019, il a été annoncé qu'Imagine Kids & Family développait une série sur le spatial, sans avoir encore choisi de titre, pour Nickelodeon. Daniel Knauf rejoint la production en tant que show runner, producteur exécutif et scénariste. Le 19 février 2020, la série télévisée désormais nommée The Astronauts est commandée par Nickelodeon pour 10 épisodes, avec une première prévue pour l'été 2020. Le 9 octobre 2020, il a été annoncé que la série aurait une première d'une heure, soit les deux premiers épisodes, le 13 novembre 2020. C'est à cette même date que le casting a été dévoilé.
La série est annulée après une seule et unique saison.

### Fiche technique
- Titre original : The Astronauts
- Titre français : Les Astronautes
- Création : Daniel Knauf
- Réalisation : Daniel Knauf
- Scénario : Daniel Knauf, Alex Ebel, Scott Gunnison Miller
- Direction artistique : Geoff Wallace
- Décors : Geoff Wallace
- Costumes : Christine Thomson
- Photographie : James McMillan
- Montage : William Paley
- Musique : Adam Lastiwka
- Production : Jim O'Grady, Dean Israelite
- Sociétés de production : UnMovies ét Imagine Television Studios
- Sociétés de distribution : Nickelodeon Productions
- Pays d'origine :  États-Unis
- Langue originale : anglais
- Format : couleur - HDTV - 16/9 - Dolby Digital 5.1
- Genre : Action, Aventure
- Nombre de saisons : 1
- Nombre d'épisodes : 10
- Durée : 22 minutes
- Dates de première diffusion :
  - États-Unis : 13 novembre 2020
  - France : 5 juin 2021 (avant-première)
- Version française :
  - Société de doublage : Lylo
  - Direction artistique : Julien Kramer
  - Adaptation des dialogues : Didier Duclos

## Épisodes
1. Compte à rebours (Countdown)
2. Jour 1 (Day 1)
3. Jour 3 (Day 3)
4. Jour 21 (Day 21)
5. Jour 33 (Day 33)
6. Jour 34 (Day 34)
7. Jour 73 (Day 73)
8. Jour 76 (Day 76)
9. Jour 84 (Day 84)
10. Jour 85 (Day 85)